# ヘラジカ乳

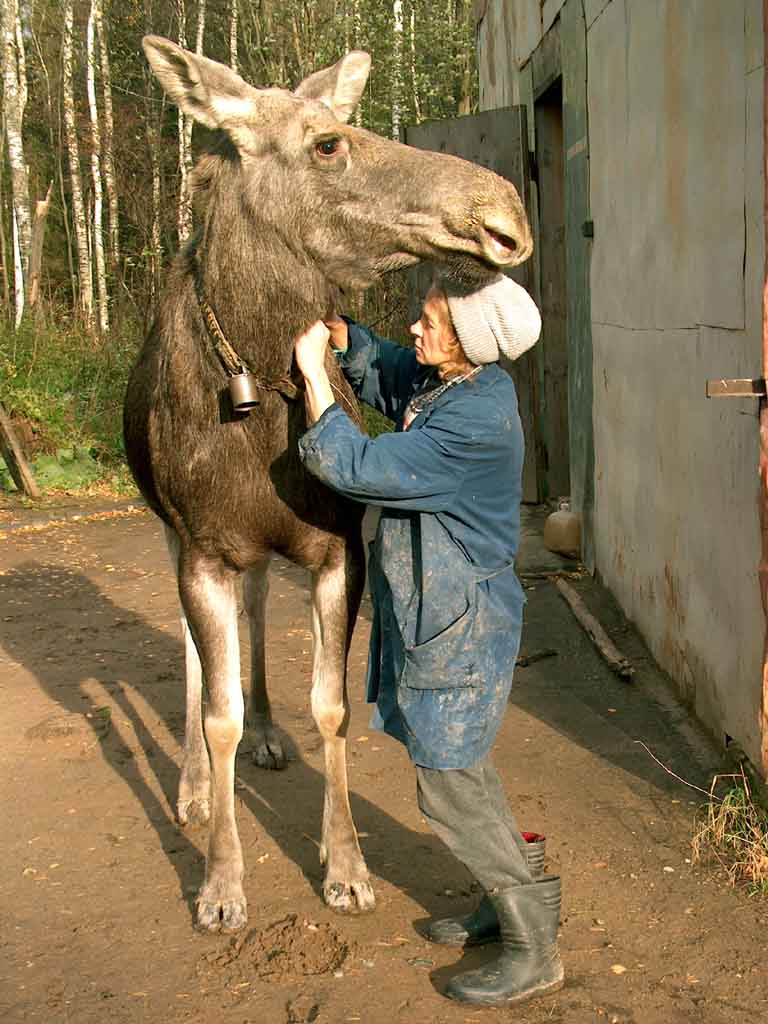
ロシアのヘラジカと乳搾り女

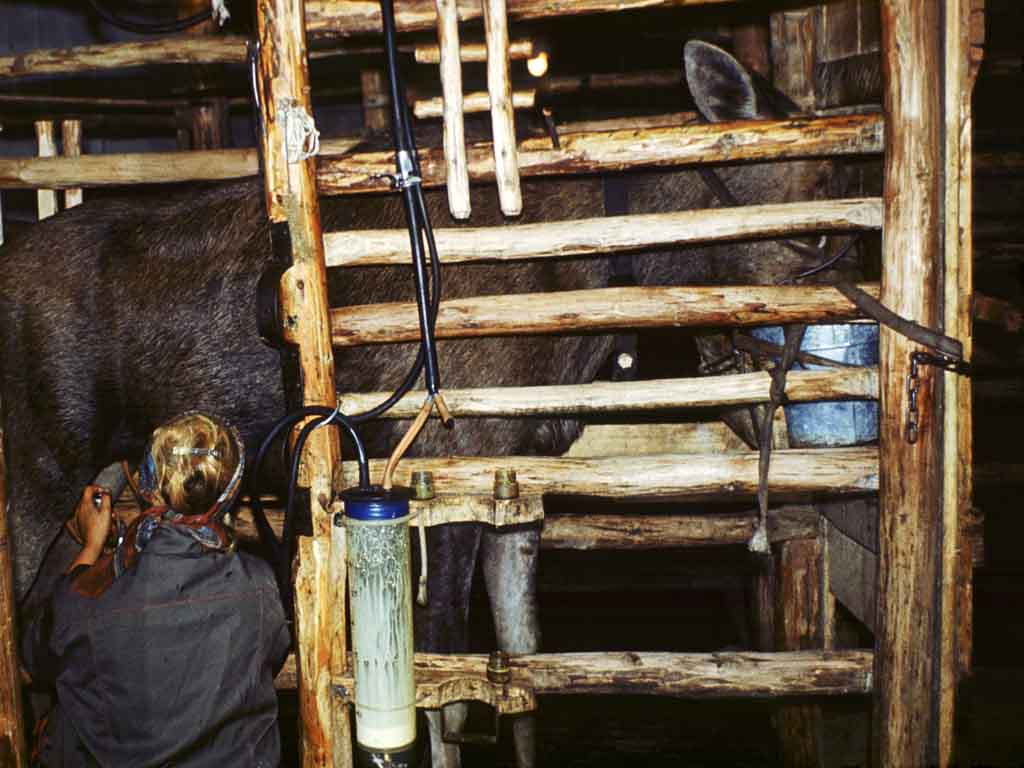
乳の収集

ヘラジカ乳(moose milkまたはelk milk)は、ヘラジカが生産する乳である。そのほとんどはヘラジカの仔によって消費されるが、ロシア、スウェーデン、カナダでは商業生産もされている。

## 栄養素
ロシアでの調査によると、ヘラジカ乳は乳脂肪(10%)と乳固形分(21.5%)が豊富である。アメリカのヘラジカ乳はまだあまり研究が進んでいないが、やはり乳固形分が多く含まれていることが示唆されている。ヘラジカの授乳時期は6月から8月であり、特に授乳開始から最初の25日間は、高い質の飼料が与えられれば、乳の栄養価や脂肪量が増加して最大となり、栄養価、脂肪、ミネラルは、授乳時期の残りの期間は減少する。しかし牛乳と比べると、それでもヘラジカ乳はアルミニウム、鉄、セレン、亜鉛の含有量が多い。

## 畜産と販売
ヘラジカ乳は、ロシアでは産業として生産される。サナトリウムのIvan Susanin Sanitoriumでは、より効率的に病気を治癒しまた慢性痛を和らげると信じて、入居者にヘラジカ乳を飲ませている。ロシアの研究者にはそのリゾチーム活性のため、子供の消化器疾患を予防すると推奨する者もいる。